# Xaysethathirath
Xay Xệt-thả-thi-lạt (Xaysethathirath, thường được gọi tắt là  Xaysetha hoặc Setthathirath (1534–1571) một vị vua của Lan Xang, là một trong những vị lãnh đạo vĩ đại nhất trong lịch sử Lào.
Xaysethathirath là con trai của vua Phothisarat với người vợ vốn là công chúa xứ Lan Na. Khi Lan Na bị rối loạn chính trị do tranh giành ngôi vua, vương quốc Ayutthaya đã phái quân đến xâm lược Lan Na. Phothisarat đã đem quân Lan Xang tới Lan Na đẩy lui quân Ayutthaya rồi đưa Xaysethathirath lên làm vua Lan Na. Xaysethathirath lên ngôi, lấy một người vợ Lan Na, nhưng không sống ở Lan Na mà vẫn sống ở kinh đô của Lan Xang nơi ông có nhiều đồng minh và để vợ ở lại Lan Na làm đại diện cho mình. Một cuộc nổi dậy ở Lan Na đã giết người vợ của Xaysethathirath ở đây và Xaysethathirath cũng không thể cai trị Lan Na được nữa. Lan Na trở thành chư hầu của Taungoo (Myanmar).
Sức ép từ phía Tây đã buộc Xaysethathirath phải rời đô về Viêng Chăn. Ông mang theo tượng Phật Ngọc (Phra Keo) mà ông có được lúc ở Lan Na tới Viêng Chăn làm bảo hộ cho chính quyền ở Viêng Chăn. Ở cố đô, ông vẫn để tượng Phật Phra Bang, và còn cho xây một số đền đài và cung điện hoàng gia ở đó làm đại diện cho vương vị của ông ở miền Bắc.
Để đối phó với Taungoo, Xaysethathirath quyết định rằng Lan Xang phải liên minh với Ayutthaya. Năm 1560, ông cùng vua Ayutthaya là Chakrapat đã cho xây một tòa tháp ở Danxai (nay ở tỉnh Loei, Thái Lan) để ghi nhớ sự liên minh này.
Tuy nhiên liên minh này đã không thể bảo vệ được cả Ayutthaya lẫn Lan Xang. Đội quân hùng mạnh của Taungoo đã đánh bại Ayutthaya, chiếm kinh đô nước này rồi tiến về Viêng Chăn, nhưng rồi sớm rút lui.
Năm 1571, một cuộc thông đồng tạo phản giữa chúa Phya Nakhon và cựu trụ trì Wat Maximavat đã dẫn đến việc giết hại Xaysethathirath ở vùng biên giới phía nam của Lan Xang thuộc địa phận huyện Xaysetha của tỉnh Attapeu hiện nay. Ông qua đời ở tuổi 38.
Lúc trị vì, Xaysethathirath đã cho xây nhiều chùa Phật giáo, bao gồm cả Wat Xieng Thong ở Luangprabang và Thạt Luồng ở Viêng Chăn. Việc Lan Na trở thành chư hầu của Taungoo đã khiến nhiều quý tộc Lan Na có quan hệ thân thiết với Xaysethathirath (do việc ông lấy vợ Lan Na) lưu vong ở Lan Xang, đem phong cách văn hóa và Phật giáo của Lan Na ảnh hưởng đáng kể tới Lan Xang.